# Edmundo Rivero
Leonel Edmundo Rivero (Valentín Alsina, 8 giugno 1911 – Buenos Aires, 18 gennaio 1986) è stato un musicista, compositore, chitarrista di tango argentino, chiamato anche "El Feo".

## Biografia
Iniziò molto giovane a suonare la chitarra, sostenuto e incoraggiato da un suo zio scapolo, musicista di tango. Accompagnò film muti in un cinema nel quartiere di La Mosca, nel Partido di Avellaneda.
In seguito lavorò come cantante di cover in piccoli locali ed esordì in una trasmissione radiofonica cantando un duetto con sua sorella Eva in Radio Cultura, Brusa Radio, Radio Buenos Aires, dove accompagnava i cantanti, ma anche cantando o suonando musica spagnola, classica e greca.
Accompagnò innumerevoli cantanti di tutti i generi, tra i quali Agustín Magaldi, Nelly Omar, Francisco Amor, il duo Ocampo-Flores.

## Obras
Tra i numerosi brani musicali registrati da Edmundo Rivero ci sono:
- Desde la cana
- Amablemente
- Línea 9
- Para vos, hermano tango
- Quién sino tú
- Pobre rico
- Malón de ausencia
- A Buenos Aires
- La toalla mojada
- Cafetín de Buenos Aires
- Confesión
- Sur
- El deschave
- Tirate un lance
- "Niebla del riachuelo"

## Altre attività
Ha scritto la sua autobiografia in un libro intitolato Una luz de almacén ("Una luce di magazzino" una frase che si trova nel testo del brano Sur), in cui mostra un grande interesse della difesa del lunfardo. Fu membro dell'Academia del Lunfardo. Nel 1985 ha pubblicato "Las voces, Gardel y el canto".